# شوگر سیتی (کلرادو)
شوگر سیتی (به انگلیسی: Sugar City) شهری در ایالت کلرادو کشور ایالات متحده آمریکا است که جمعیت آن در سرشماری سال ۲۰۱۰ میلادی، ۲۵۸ نفر بوده‌است.